# Marxistisk kriminologi
Den marxistiska kriminologin härstammar från den socialistiska marxismen som grundades av Karl Marx och Friedrich Engels. Marxism har blivit ett begrepp som innefattar alla de riktningar och teorier som anses grundats i Karl Marx ideologi. Många av dessa teorier, däribland den marxistiska kriminologin, saknar grund hos Karl Marx ursprungliga idéer. 
Marxistisk kriminologi menar att kriminalitet uppstår som en produkt av kapitalismen då människan inom teorin ses som en varelse som förverkligar sig själv genom skapande. I ett kapitalistiskt samhälle är dessa möjligheter enormt begränsade och kan leda till alienation, ett centralt begrepp inom marxistisk kriminologi som innebär ett främmandeskap inför sig själv. När en människa inte får uttryck för sina mänskliga behov kan kriminalitet fungera som ett verktyg för att motverka alienationen och återupprätta sig själv som en skapande varelse.  
Marxistiska perspektiv inom kriminologin förklarar brott i relation till ett kapitalistiskt samhällssystem och på basis av klassbegreppet. Marxistisk teori ämnar att förklara det kapitaliska systemet och dess funktion för olika samhällsgrupper. Staten beskrivs här som ett verktyg som gynnar den överordnade klassens intressen. Klass åsyftar en grupp av människor som delar gemensamma levnadsförhållanden och livserfarenheter. Tillhörighet till en viss klass medför således olika förutsättningar och intressen, vilket skapar en ständig konflikt mellan de olika grupperna och deras intressen. 
Centralt inom marxistisk teori är produktionssätt och hur en individs position i produktionen återspeglar olika klassindelningar. Det görs en skiljelinje mellan kapitalister och arbetare - de som äger arbetskraft och de som säljer sin arbetskraft. Genom att äga produktionsmedel kan kapitalisten utvinna mervärde, vinst, ett värde som skapas av arbetskraften minus avdraget för lönen arbetaren får. I ett kapitalistiskt system eftersträvar ägarna att öka mervärdet vilket kan ge utrymme för exploatering där mer utsatta grupper i samhället lever under sämre socioekonomiska förhållanden.  Marx uppmärksammade ursprungligen det problematiska klassamhället där han hävdade att den “dominerande klassen”, det vill säga kapitalisterna med lagstiftningen som verktyg missgynnar andra klasser och upprätthåller sin egen dominans i samhället. Således förklarar den marxistiska kriminologin att kriminalisering och avkriminalisering sker till förmån för överklassen. Därav är statlig brottslighet, företagsbrott och politisk brottslighet centralt för den marxistiska kriminologin. 

## Tongivande teoretiker inom Marxistisk Kriminologi

### Crime and economic conditions (Willem Bonger, 1905)
Ett av de tidigaste försöken att situera kriminologiskt tänkande inom ett marxistiskt ramverk gjordes av den holländska kriminologen Willem Bonger med boken Crime and Economic Conditions som kom ut 1905. Boken pekar på hur kriminalitet kan förstås som att det härrör ur de sociala relationer som uppstår i det kapitalistiska systemet. Bonger menade, i likhet med Marx, att det kapitalistiska systemet skapar specifika konfliktförhållanden mellan olika sociala skikt. Dessa, menar Bonger, ökar risken för att brott ska begås. 
Enligt Bonger förstärker kapitalismen människans egoistiska sidor. Detta leder till en ökad vinstlystnad på grund av den konkurrens som uppstår där målet alltid är att utvinna mervärde eller så kallad vinst. Övre klasser utvecklar då en egoistisk moral som försvagar sociala band och solidariteten samtidigt som fokuset på de egna intressena ökar. Detta kan ta sig i uttryck i ekonomisk brottslighet som främst handlar om att agera för att gå med vinst. Ekobrottsmyndigheten erkänner vinster som den huvudsakliga drivkraften vid ekobrott. 

### Policing the Crisis (Stuart Hall, 1978)
Kanske det mest välkända exemplet på marxistiskt kriminologiskt tänkande är den tongivande boken Policing the Crisis av Stuart Hall och kollegor. Boken använder sig av tidigare marxistiskt tänkande av bland annat Antonio Gramsci och Louis Althusser samt teorier om social stämpling och gör anspråk på att teoretisera kring hur klassdimensioner kopplade till makt manifesterar sig vid olika givna tillfällen av kapitalistisk kris. En viktig poäng som görs i boken är hur samhälleliga diskurser kring auktoritär populistisk kontroll av brottslighet drivit på och rättfärdigat statlig kontroll och maktutövande. Boken tar även upp de sociala processer som är bidragande vid skapandet av moralpanik. 

## Kritik mot Marxistisk kriminologi
Kriminalstatistiken visar ett samband mellan den registrerade brottsligheten och individer från lägre socioekonomiska klasser där de står för en överrepresentation i brott. Enligt marxismen är klasstillhörigheten en avgörande faktor när det gäller brottslighet. Kritik mot teorin har lyft det faktum att fattigdom inte är en direkt orsak till kriminalitet utan att fler variabler krävs för att hitta ett samband.   Påståendet att fattigdom skulle vara orsaken till kriminalitet är felaktigt då majoriteten av människorna i de lägre socioekonomiska klasserna inte begår allvarliga brott. Att kategorisera vissa brott som knutna till arbetarklassens uppror mot förtryck blir problematiskt just på grund av exkluderandet av viktimologi. Viktimologin lyfter det faktum att brottsutsatthet inte endast grundas på en ensam variabel såsom klass. Även ålder, kön, etnicitet och var personen är bosatt är av lika stor vikt. 
Marxismen är snarare en historisk ideologi vilket innebär att teorin är svår att applicera på ett nutida samhälle. Kritiken mot den marxistiska kriminologin är att den inte gör anspråk på att förklara andra orsaker till brottslighet såsom kön, ålder och etnicitet. Kritiker problematiserar även de facto att den underordnade klassen även är den mest brottsutsatta klassen vilket är svårt att förklara ur ett marxistiskt kriminologiskt perspektiv . 